# Museumbibliotheek
Veel musea hebben een eigen museumbibliotheek. De bibliotheek ondersteunt en archiveert de activiteiten van het museum. Soms is zo'n bibliotheek slechts toegankelijk voor de medewerkers van het museum, maar er zijn steeds meer museumbibliotheken openbaar toegankelijk. De collecties variëren in aantallen van 20 000 tot 300 000 boeken.
Over het algemeen loopt de collectie van de museumbibliotheek parallel met die van het museum. Wie literatuur over Picasso zoekt zal beter slagen bij de bibliotheek van het Stedelijk Museum Amsterdam dan bij het Rijksmuseum. Bij Rembrandt is dat precies andersom. De collectie van de bibliotheken van de kunstmusea bestaat voor een groot gedeelte uit tentoonstellingscatalogi. Dat is een categorie boeken die tot de jaren zeventig van de 20e eeuw nauwelijks bij de boekhandel verkrijgbaar was, en die je in bijvoorbeeld de openbare bibliotheek mondjesmaat aantreft. De musea ruilden dit soort publicaties al vanaf eind 19e eeuw onderling, in binnen- en buitenland.
Niet alleen de kunstmusea hebben bibliotheken, ook natuurhistorische en volkenkundige musea hebben toegankelijke boekencollecties. Tegenwoordig wordt de museumbibliotheek vaak omgedoopt in informatie- of kenniscentrum.

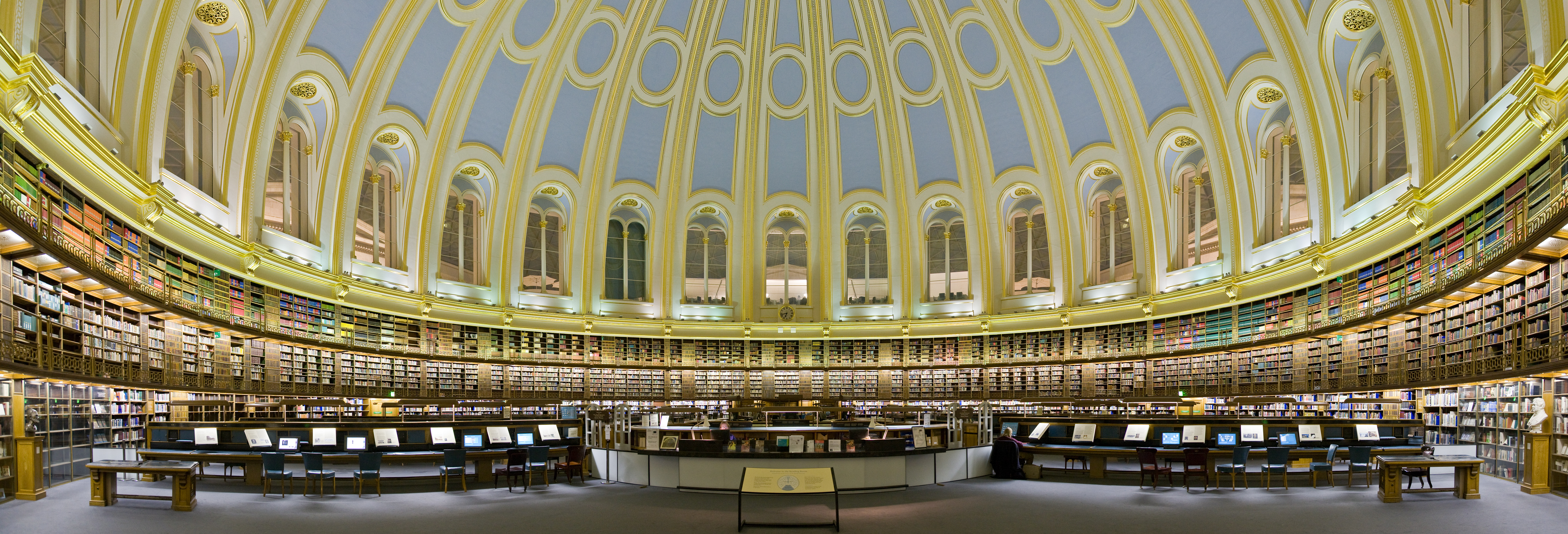
Leeszaal van het British Museum, Londen

## Museumbibliotheken
Een paar musea in Nederland die een openbaar toegankelijke bibliotheek hebben (sommige op afspraak)
Amsterdam
- Filmmuseum Amsterdam
- Van Gogh Museum Amsterdam
- Rijksmuseum Amsterdam
  - Rijksmuseum Bibliotheek
- Stedelijk Museum Amsterdam

Delft
- Legermuseum Delft

Den Haag
- Cultureel Maçonniek Centrum 'Prins Frederik'

Eindhoven
- Van Abbemuseum Eindhoven

Groningen
- Groninger Museum

Leiden
- Wereldmuseum Leiden
- Naturalis Leiden
- Rijksmuseum Boerhaave

Nijmegen
- Nationaal Fietsmuseum Velorama

Rotterdam
- Museum Boijmans Van Beuningen Rotterdam
- Maritiem Museum Rotterdam
- Nederlands Architectuurinstituut Rotterdam
- Nederlands Fotomuseum Rotterdam

Utrecht
- Centraal Museum Utrecht
- Museum Catharijneconvent
- Universiteitsmuseum Utrecht